# Timulla lilea
Timulla lilea (лат.) — вид ос-немок рода Timulla из подсемейства Mutillinae. 

## Распространение
Встречаются в Новом Свете: Центральная Америка, Южная Америка (Никарагуа, Панама, Коста-Рика, Колумбия).

## Описание
Мелкие пушистые рыжевато-коричневые и чёрные осы-немки (бескрылые самки около 10 мм, крылатые самцы до 15 мм). Голова самок чёрная, а грудь красноватая. Ноги оранжево-красные.  Боковые белые опушенные полосы на втором тергите (Т2) ограничены передней половиной или двумя третями этого сегмента. Плевра и большая часть тазиков красного цвета. Тело в густых волосках. Голова с крупными овальными глазами. Пронотум и мезонотум слиты в один сегмент у самок (грудь самок из двух отделов), а у самцов грудь из трёх раздельных сегментов. Второй тергит брюшка самок с двумя отметинами (пятнами или полосами), широко соединяется (слит) с третьим сегментом (не стебельчатый). Внутренний край глаз самцов с выемкой. Характерен половой диморфизм: самки бескрылые, самцы — крылатые; жгутик усика самок 10-члениковый, а у самцов жгутик усика состоит из 11 сегментов; самцы обычно крупнее самок. Самка осы пробирается в чужое гнездо и откладывает яйца на личинок хозяина, которыми кормятся их собственные личинки.